# Carlos Fren
Carlos Guillermo Fren (Buenos Aires, 27 dicembre 1954) è un ex calciatore argentino, di ruolo centrocampista.

## Palmarès

### Club

#### Competizioni nazionali
- Campionato argentino: 1

Independiente: Nacional 1978